# Helene Persson
Helene Kristina Persson, född den 23 september 1968 i Olofström, är en svensk sångerska som debuterade som 13-åring och åren 1990–2002 medverkade i Helene & Gänget. Hon blev 1997 radioprogramledare på P4 Kristianstad och sänder sedan många år programmet Förmiddag med Helene Persson.
Helene Persson bor i Kristianstad med sin man och Elvis-tolkaren Glenn "Wish" Åhstedt (född 1966).

### Fotnoter
1. ↑  ”Helene & Glenn har hittat sitt hem”. Kristianstadsbladet. 3 juli 2012. Arkiverad från originalet den 18 oktober 2014. https://web.archive.org/web/20141018045533/http://www.kristianstadsbladet.se/noje/article1638044/Helene--Glenn-har-hittat-sitt-hem.html. Läst 10 oktober 2014.
2. ↑  Expressen 2012-10-14: Det är oerhört lätt att leva nu
3. ↑  P4 Kristianstad: Helene Persson